# 組織研究
組織研究 (英: organizational studies)は、「個人がどのように組織構造、プロセス、および慣行を構築し、次にこれらがどのように社会関係を形成し、最終的に人々に影響を与える制度を作成するかを調べること」である。 
組織研究は、組織のさまざまな側面を扱うさまざまな分野で構成され、アプローチの多くは機能主義的であるが、この分野の理解のための代替フレームを提供する批判的な研究の立場もある。経営学の研究の基本は組織の変化に基づく。 
最近の歴史的転換に伴い、歴史的組織研究への関心が高まっている。組織研究と、信憑性と概念的厳密さに支えられる歴史研究のより緊密な連携が行われ、歴史的、現代的、未来志向の社会的現実への理解を高めている。 

## 分野
- 組織的行動
- 組織文化
- 組織生態学
- 組織学習
- 組織心理学
- 組織論